# جسر بئر حكيم
جسر بئر حكيم هو جسر يقع في مدينة باريس، فرنسا يربط بين ضفتي نهر السين. سُمّي الجسر على اسم معركة بئر حكيم، وهي معركة تصدت فيها قوات فرنسا الحرة لقوات المحور أثناء معركة عين الغزالة في الحرب العالمية الثانية.